# Protodrilus helgolandicus
Protodrilus helgolandicus är en ringmaskart som beskrevs av Von Nordheim 1983. Protodrilus helgolandicus ingår i släktet Protodrilus och familjen Protodrilidae. Arten har ej påträffats i Sverige. Inga underarter finns listade i Catalogue of Life.